# جان بيار بونين
جان بيار بونين هو قاضي كندي، ولد في 1942، وتوفي في 18 يونيو 2010.